# نیل مک‌دونا
نیل مک‌دونا (به انگلیسی: Neal McDonough) (زاده ۱۳ فوریه ۱۹۶۶) بازیگر آمریکایی است.
از فیلم‌های معروف او می‌توان به بازی در فیلم سربلند، گزارش اقلیت، کاپیتان آمریکا، پیشتازان فضا، پرچم‌های پدران ما، من می‌دانم، آخرین بار و پل بلارت: پلیس بازار ۲ و سریالهای او: پروژه کتاب ابی ،ارو، افسانه‌های فردا، جوخه برادران، سوتس، فلش، پرندگان کوچک، سرزمین بد، حریص و فرشتگان در زمین بیس‌بال اشاره کرد.